# Estación Tricentenario (Metro de Medellín)
La Estación Tricentenario es la quinta estación del Metro de Medellín de la línea A del Metro de Medellín, de norte a sur, y se encuentra en la parte septentrional del municipio de Medellín, siendo la segunda estación dentro del territorio del distrito el cual que posee la mayor cantidad de estaciones dentro del Área Metropolitana en la actualidad. 
Se encuentra entre dos de las principales zonas obreras tradicionales de la ciudad de Medellín: las comunas de Castilla y de Aranjuez. Con la ciudad de Bello, dichas comunas evolucionaron a través de la historia de desarrollo del área metropolitana como las principales zonas de mano de obra dentro del proceso de industrialización. Como áreas estratégicas de desarrollo urbano y regional y con un elevado número de población, el Metro de Medellín es un elemento importante para esta parte de la ciudad. 
Desde la estación parten dos puentes peatonales a oriente y a occidente que conectan con los dos principales ejes urbanos del norte de Medellín: al occidente se puede acceder a la comuna 5 Castilla y al oriente a la comuna de Aranjuez o comuna 4. La estación lleva además el nombre del barrio en cuyo territorio se encuentra: Barrio Tricentenario, construido durante el tercer aniversario de Medellín y habitado desde finales de 1978.
La estación Tricentenario se encargó de revivir el sector, pues antes de la llegada del metro los habitantes de la Unidad Residencial Tricentenario debían caminar hasta la Autopista Norte para abordar los buses de servicio público y ahora con el metro están plenamente integrados con el resto de la ciudadanos. El barrio Tricentenario se llama así en homenaje a los 300 años de la fundación de Medellín.

## Diagrama de la estación
| NIVEL 2          |                                                                        |                  |
| Salida / Entrada |                                                                        | Salida / Entrada |
|                  |                                                                        |                  |
| SUELO            |                                                                        |                  |
| Norte            | ← hacia Estación Acevedo (Estación Niquía)                             | Sur              |
|                  | Plataforma central, las puertas se abren a la derecha y a la izquierda |                  |
| Norte            | → hacia Estación Caribe (Estación La Estrella )                        | Sur              |
|                  |                                                                        |                  |

## Horario
| Horarios de estación                  | Lunes a viernes | Sábado | Domingo y festivos |
| ------------------------------------- | --------------- | ------ | ------------------ |
| Primer tren con dirección Niquía      | 04:37           | 04:37  | 05:08              |
| Primer tren con dirección La Estrella | 04:25           | 04:25  | 04:56              |
| Último tren con dirección Niquía      | 23:13           | 23:13  | 22:30              |
| Último tren con dirección La Estrella | 22:50           | 22:50  | 22:09              |

## Rutas integradas
| RUTA   | NOMBRE                           | DESTINO |
| ------ | -------------------------------- | ------- |
| 263i   | Doce de Octubre                  |         |
| C6-013 | Aranjuez Anillo - Tricentenario  |         |
| C6-018 | Santa Cecilia #2 - Tricentenario |         |

## Zona de interés
- Parque Juanes de la Paz

Desde la estación es posible apreciar, los siguientes referentes urbanísticos:
- Hacia el oriente vemos:
  - la cancha del Idema, punto de referencia del barrio Aranjuez San Isidro;
  - la Iglesia de San Cayetano;
  - el Parque de Aranjuez;
  - la Institución Educativa Gilberto Alzate Avendaño;
  - Comfama de Aranjuez;
  - la Iglesia de San Isidro;
  - la Unidad Intermedia de Santa Cruz.
- Hacia el occidente se alcanza a observar:
  - la Unidad Residencial Tricentenario, uno de los barrios más arborizados de la ciudad;
  - los barrios Caribía y Belalcázar.